# Myxiniformes

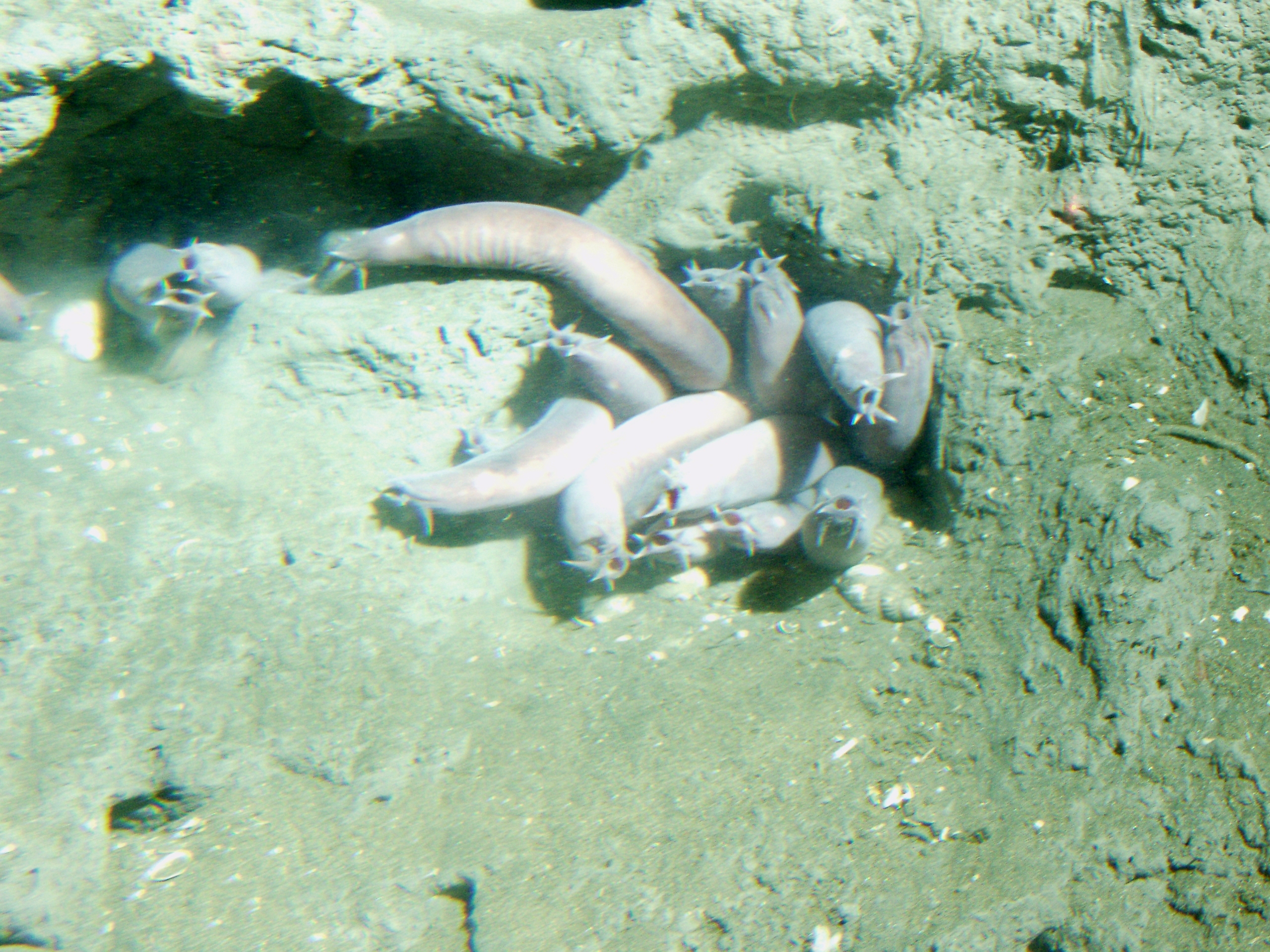
Un gruppo di Eptatretus stoutii scoperte a oltre 150 m di profondità al largo della California

Myxiniformes, missiniformi o missinoidi,  sono un ordine di vertebrati agnati (classe myxini), stenotermi e stenoalini, ed esclusivamente marini.

## Tassonomia
Assieme alle lamprede (ordine Petromyzontiformes o petromizonti) costituiscono gli unici rappresentanti attuali dell'infraphylum agnatha. Alcuni autori classificano il taxon all'interno della classe, altrimenti fossile, Heterostraci.

Secondo recenti analisi molecolari, le missine appartengono anch'esse ai vertebrati. Altri, invece, considerano le missine come un gruppo gemello dei vertebrati all'interno del taxon Craniata.
Il più antico rappresentante del gruppo è Myxinikela siroka, del Carbonifero di Mazon Creek.

## Descrizione
Le missine, o mixine, sono creature marine anguilliformi, scheletricamente dotate del solo cranio. Hanno una bocca sprovvista di mascelle, allungata, non a forma di ventosa e dentellata come quella delle lamprede, ma con sei corti tentacoli e una lingua a pistone dentellata con la quale, agganciandola al dente palatino, dilaniano un punto vulnerabile, in genere apertura anale od opercolo, di animali debilitati o imprigionati e dentro cui penetrano profondamente, divorandoli dall'interno. Riescono a strappare brandelli della preda addentandola in questo modo e, dopo avere formato un nodo col corpo, lo fanno scorrere verso la testa strappandone il tessuto.
Una caratteristica che li contraddistingue è la posizione delle loro fessure branchiali, che è leggermente spostata in direzione caudale; questo adattamento permette all'animale di non avere difficoltà nella respirazione durante il pasto, potendo infatti addentrarsi con la parte cefalica all'interno del corpo della sua preda.

Se minacciate, le missine sono in grado di emettere un muco fibroso da un centinaio di ghiandole disposte lungo il loro corpo. Il muco aumenta drasticamente di volume a contatto con l'acqua e impiega molto tempo a dissolversi, ed è in grado di ostruire le branchie di qualunque pesce tenti di ingoiarle, provocando difficoltà respiratorie e permettendo alle missine di fuggire.

## Etologia
Hanno comportamento gregario e fossorio ed estrema specializzazione sensoriale, e sono in grado, in massa, di ridurre velocemente un pesce di grosse dimensioni o un cetaceo alle sole parti scheletriche, rivestite dalla pelle.

## Generi
La famiglia delle Myxinidae comprende 103 specie, divise in 6 generi:
- Eptatretus
- Myxine
- Nemamyxine
- Neomyxine
- Notomyxine
- Rubicundus